# Carlo Rim
Carlo Rim, eigentlich Jean Marius Richard (* 19. Dezember 1902 in Nîmes, Frankreich; † 3. Dezember 1989 im 5. Arrondissement, Marseille, Frankreich) war ein französischer Autor, Drehbuchautor, Produzent und Regisseur.

## Leben
Sein Vater, Marius Richard, aus einer bescheidenen Familie in Lézan, war Chefredakteur des Petit Provençal. Er starb 1924 an den Folgen eines Autounfalls.
Für sein Pseudonym verwendete er seine Initialen RJM und ersetzte das J durch ein I. Carlo hingegen war ein italienischer Vorname, der damals in Frankreich in Mode war. Unter diesem Namen veröffentlichte er seine ersten Zeichnungen in Le Petit Provençal, dessen Chefredakteur sein Vater war, ohne dass dieser wusste, dass er der Autor war.
Carlo Rim schrieb etwa vierzig Drehbücher und führte in sieben Filmen Regie.
Am 10. Mai 1935 heiratete er im Rathaus des 16. Arrondissements von Paris Alice Colleye (1904–1978) – auch Mutter des Journalisten Jean-Francis Held –, Malerin, Journalistin, Drehbuchautorin und Regisseurin unter den Pseudonymen Caro Canaille und Alice O’Colleye.
1940 suchte er mit seiner Frau, die jüdischer Herkunft war, und ihrem Sohn Zuflucht in einer Villa in Cassis, wo er den Schauspieler Robert Lynen beherbergte.
Er ist der Vater des Autors und Regisseurs Jean-Pierre Richard.
Am 10. November 1978 erhielt er den Ordre des Arts et des Lettres.

## Filmographie

### Drehbuchautor
- 1934: Zouzou
- 1935: Justin de Marseille
- 1935: Gaspard de Besse
- 1936: Tarass Boulba
- 1936: 27, rue de la Paix
- 1936: Le Mort en fuite
- 1937: L’Homme à abattre
- 1937: Blanchette
- 1937: Les Secrets de la mer Rouge
- 1938: Êtes-vous jalouse?
- 1938: Nostalgie
- 1938: Hercule
- 1938: Éducation de prince
- 1939: Le Bois sacré
- 1941: Parade en sept nuits
- 1942: Simplet
- 1943: Le Val d’enfer
- 1943: La Ferme aux loups
- 1946: ...und sowas nennt sich Detektiv (L’Insaisissable Frédéric)
- 1947: Miroir
- 1948: Cité de l’espérance
- 1949: Monseigneur
- 1950: L’Amant de paille
- 1954: Liebe, Frauen und Soldaten (Destinées)
- 1954: Dürfen Frauen so sein? (Secrets d’alcôve)

### Drehbuchautor und Regisseur
- 1942: Simplet
- 1948: L’Armoire volante
- 1951: La Maison Bonnadieu
- 1952: Die sieben Sünden (Les Sept Péchés capitaux)
- 1953: Virgile
- 1954: Mary-Lou und ihre Herren (Escalier de service)
- 1957: Gaunerkavaliere (Les Truands)
- 1957: Ce joli monde
- 1959: Le Petit Prof
- 1963: Treize Contes de Maupassant
- 1964: Dulcinea del Toboso
- 1965: Don Quijote von der Mancha
- 1976: Le Sanglier de Cassis